# フリブール州
フリブール州（フリブールしゅう、フランス語: Canton de Fribourg、標準ドイツ語: Kanton Freiburg、スイスドイツ語: Kantoo Frybùrg）は、スイスのカントン（州）。
州都はフリブール。人口は30万7461人（2015年12月）。7つの郡に分かれている。
ドイツ語圏とフランス語圏にまたがる州である。日本ではドイツ語名に基づきフライブルク州と呼ばれることもあるが、フランス語名に基づきフリブール州と呼ばれることが多い。

## 地理

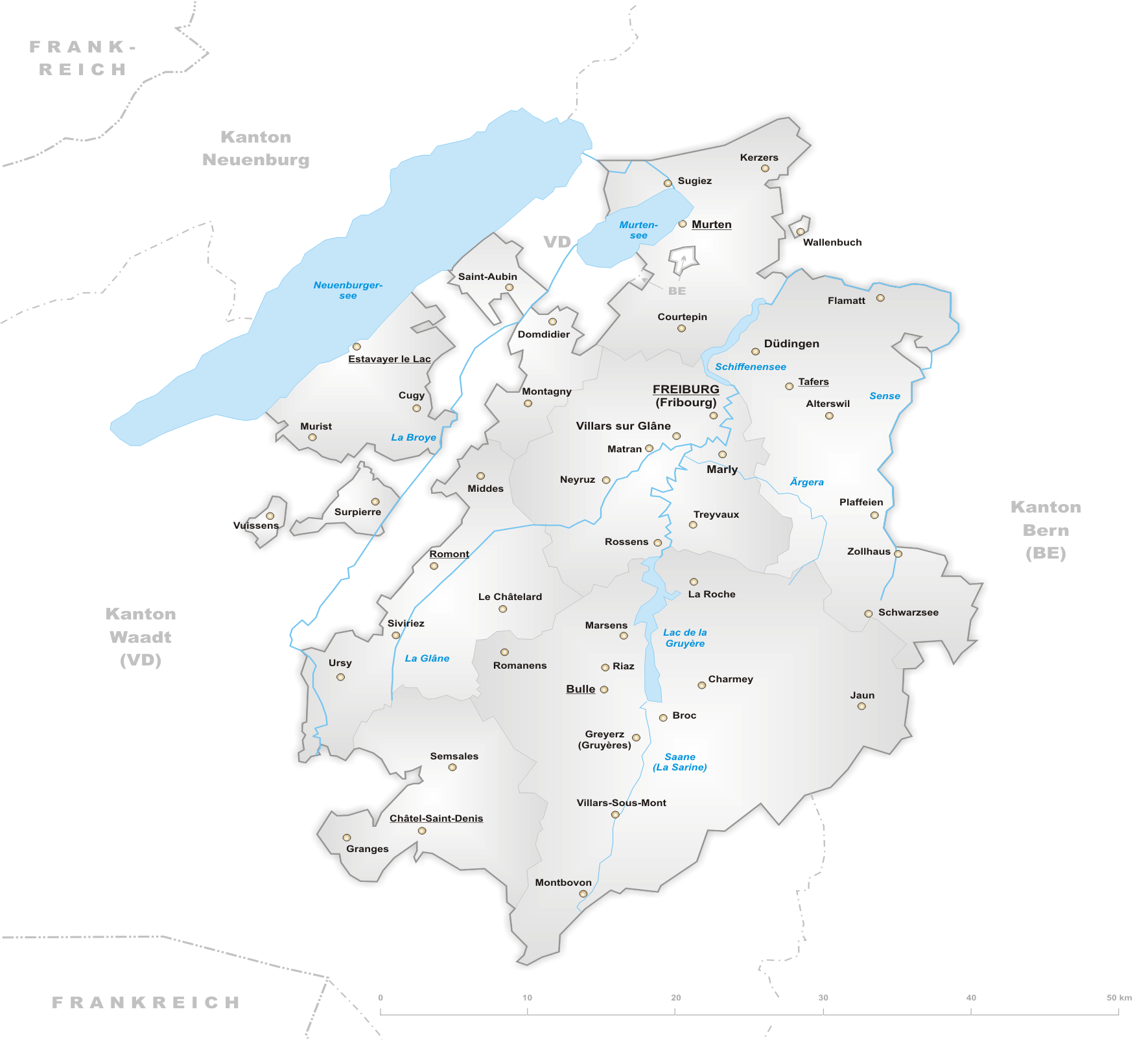
フリブール州の地図

フリブール州はスイスの西に位置している。

### 隣接している州
- 西:ヌーシャテル湖
- 西、南:ヴォー州
- 東:ベルン州

## 行政区
フリブール州は以下の7つの郡（フランス語: district, ドイツ語: Bezirk）に分かれている。
| 郡 (District または Bezirk)      | 人口 （2015年12月） | 面積 (km²) | 中心都市（Chef-lieu または Hauptort）         | 基礎自治体の数 |
| -------------------------------- | ------------------- | ---------- | --------------------------------------------- | -------------- |
| ブロイエ (Broye)                 | 30,846              | 173.88     | エスタヴェイエ・ル・ラック (Estavayer-le-Lac) | 31             |
| グラヌ (Glâne)                   | 23,278              | 169.08     | ロモン (Romont)                               | 20             |
| グリュイエール (Greyerz/Gruyère) | 52,540              | 489.41     | ビュール (Bulle)                              | 27             |
| ザーネン/サリーヌ (Saane/Sarine) | 104,388             | 217.60     | フリブール (Fribourg)                         | 36             |
| ゼー/ラック (See/le Lac)         | 35,313              | 142.10     | ムルテン (Murten)                             | 26             |
| ゼンゼ (Sense/Singine)           | 43,196              | 265.32     | タフェールス (Tafers)                         | 19             |
| ヴヴェイゼ (Vivisbach/Veveyse)   | 17,900              | 133.26     | シャテル・サン・ドゥニ (Châtel-Saint-Denis)   | 9              |
| 合計 (7)                         | 307,461             | 1590.65    | フリブール (Fribourg)                         | 168            |